# Municipio de Norwich (Dakota del Norte)
El municipio de Norwich (en inglés: Norwich Township) es un municipio ubicado en el condado de McHenry en el estado estadounidense de Dakota del Norte. En el año 2010 tenía una población de 143 habitantes y una densidad poblacional de 1,55 personas por km².

## Geografía
El municipio de Norwich se encuentra ubicado en las coordenadas 48°14′24″N 100°56′54″O / 48.24000, -100.94833. Según la Oficina del Censo de los Estados Unidos, el municipio tiene una superficie total de 92.51 km², de la cual 92,26 km² corresponden a tierra firme y (0,27 %) 0,25 km² es agua.

## Demografía
Según el censo de 2010, había 143 personas residiendo en el municipio de Norwich. La densidad de población era de 1,55 hab./km². De los 143 habitantes, el municipio de Norwich estaba compuesto por el 98,6 % blancos, el 0,7 % eran amerindios y el 0,7 % eran de una mezcla de razas. Del total de la población el 1,4 % eran hispanos o latinos de cualquier raza.